# 비자아적 프로그래밍
비자아적 프로그래밍(Egoless Programming)은 프로그래밍 심리학의 한 영역이다.
제럴드 마빈 와인버그가 프로그래밍 심리학이라는 책에서 알려진 개념으로 자신의 자아와 프로그래밍을 분리해서 사고했을 때 높은 결과를 냈던 프로그래밍 그룹 사례를 소개했다.
“직접적인 공격이 이 문제에 대한 해결책이 될 수는 없다. 공격은 언제나 방어를 부르고, 그런 방어 자세는 우리가 없애려 노력해야 할 대상이기 때문이다. 자아의 문제는 사회적 환경과 더불어 프로그래머들의 가치 체계를 재구성함으로써 극복해야 한다.”
그는 비자아적으로 문제를 해결한 프로그래밍 그룹이 소프트웨어 개발 초창기부터 존재함을 소개했다. 존 폰 노이만이 자신의 작업을 스스로 검토하는 것이 적절하지 않음을 제일 처음 인식한 프로그래머라고 했다.

## 추가 문헌
- 비자아적(egoless)프로그래밍- 프로그래밍 심리학 이야기1 – 도서출판 인사이트
- 비자아적 프로그래밍- 프로그래밍 심리학 이야기 2 – 도서출판 인사이트
- 영문 위키백과의 비자아적 프로그래밍 문서